# 志摩則正
志摩 則正（しま のりまさ、明和5年〈1768年〉 - 天保9年〈1838年〉）は、江戸時代後期の関流和算家（数学者）。旧姓は丹後、通称は吉左衛門。

## 生涯
能登部上村の加賀藩御用商人、丹後屋に生まれ、幼少期より和算を好んだ。則正も藩の出入商人を務め、富豪となった。その後、作事町（現在の七尾市）に移住し、廻船業に転職。七尾から富山湾の航路を使って航海し、富山の高木允胤を師として和算を学ぶ。1831年（天保2年）に和算の奥義を極めた。

## 業績
- 6次方程式が解ける「開方盤」と呼ばれる大型そろばんを発明し、航海中も携帯して研究していた。24桁、8段。仕組みは天元術・ホーナー法による。現在は石川県立歴史博物館に収蔵されている。
- 1831年（天保2年）版の関流高木門人諸方算者見立角力（せきりゅうたかぎもんじんしょかたさんじゃみたてずもう）によると、則正は「行司」に格付けされている。
- 1823年（文政6年）、久麻加夫都阿良加志比古神社に算額を奉納。
- 1830年（文政13年）、美麻奈比古神社に算額を奉納。
- 1834年（天保5年）、天日陰比咩神社に算額を奉納。